# 태광
태광은 배관자재인 관이음쇠류를 제조하는 코스닥 상장 기업이다. 1982년 설립되어 1994년 상장되었다. 매출 구성은 관이음쇠류가 100%로, 단일한 사업구조를 가진다. 
주 거래처는 두산중공업, 삼성중공업, 삼성엔지니어링, 대우조선해양, 현대중공업, SK건설, GS건설 등 국내 대기업이다.
동일 업종의 경쟁 업체로는 성광벤드가 있다. 철강관이음쇠의 생산에는 높은 기술력과 제조공정이 요구되어, 국내에서는 태광과 성광벤드 두 업체가 시장 수요의 거의 모두를 생산하고 있다.